# Arthur Cunynghame
Arthur Augustus Thurlow Cunynghame (Oakley, 3 agosto 1812 – 10 marzo 1884) è stato un generale britannico, particolarmente distintosi durante la guerra di Crimea, dove prese parte a tutte le principali battaglie, e poi comandò una divisione dell'esercito ottomano con cui presidiò Kerč per tutto l'inverno 1855-1856. Operò successivamente in Irlanda e in India, dove si distinse durante la campagna di Ambela del 1863, e promosso tenente generale nel 1873 assunse il comando delle truppe di stanza nella Colonia del Capo di Buona Speranza. Si distinse nuovamente nella repressione di una rivolta nell'ovest del Griqualand, e a partire dal 1877 nella fasi iniziali della Nona guerra di frontiera. dopo le vittorie parziali di Nyamaga (13 gennaio) e di Centane, (7 febbraio 1878) entrò in urto con il Presidente del Consiglio della Colonia, John Moltane, e fu sostituito nell'incarico da Lord Chelmsford. Insignito della Medaglia di Crimea con quattro barrette, del titolo di Ufficiale della Legione d'onore, di Cavaliere di seconda classe dell'Ordine di Mejīdiyye, e la Gran Croce dell'Ordine del Bagno (GCB).

## Biografia

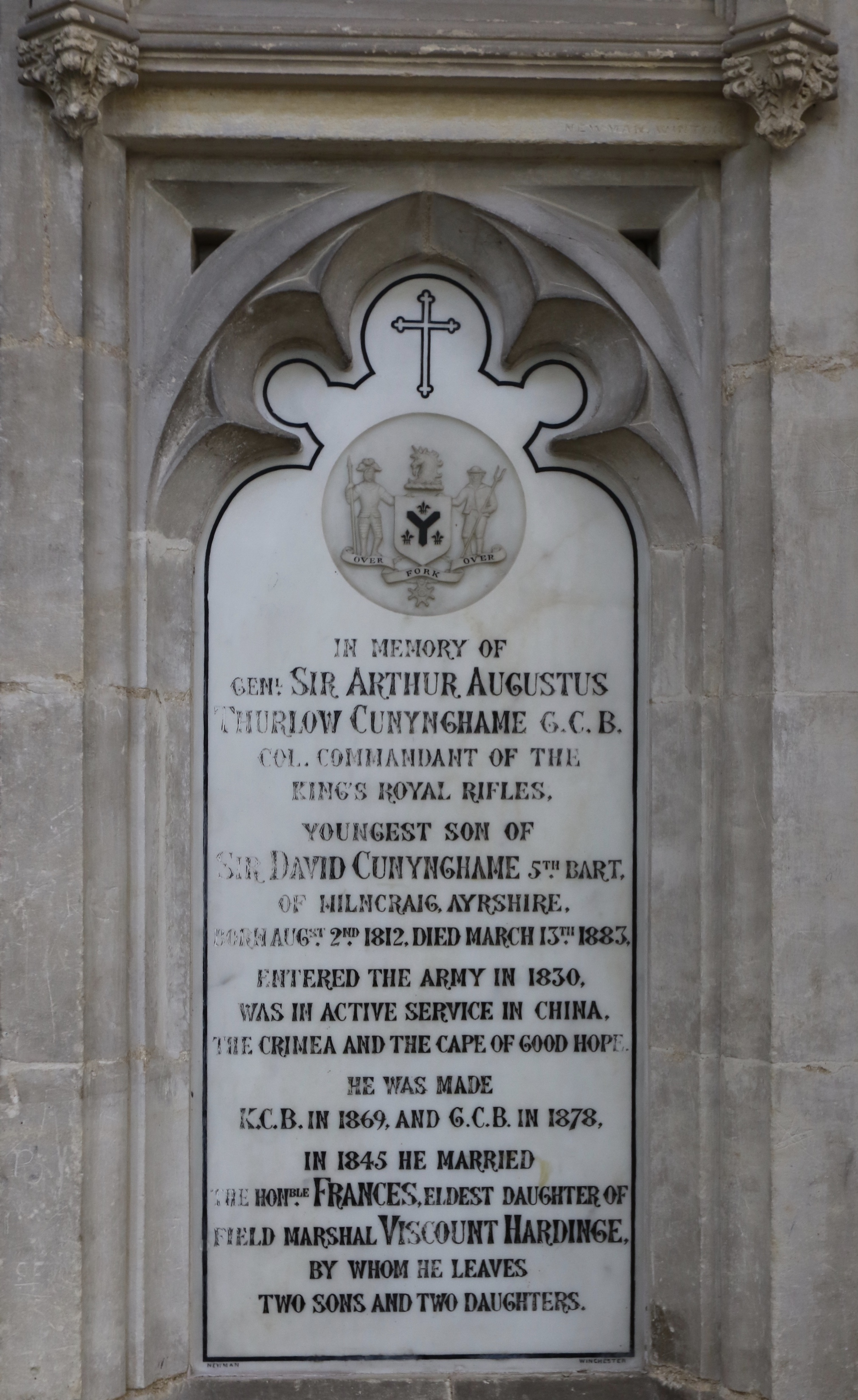
Memoriale di Sir Arthur Augustus Thurlow Cunynghame presso la Cattedrale di Winchester.

Nacque alla Malshanger House, vicino ad Oakley, il 3 agosto 1812, figlio del colonnello Sir David Cunynghame, 5° Baronetto della Contea di Milncraig (Scozia), e di sua moglie Mary (o Maria) Thurlow, figlia illegittima di Edward Thurlow, I barone Thurlow, Lord cancelliere del Regno Unito.
Dopo aver frequentato il College di Eton si arruolò nel British Army il 20 novembre 1830, acquistando un brevetto di sottotenente del King's Royal Rifle Corps, 60th Rifles. Il 2 maggio 1835 fu promosso tenente, e nel 1841 fu trasferito in forza al 3rd Buffs Regiment. Prestò servizio in Cina durante la prima guerra dell'Oppio (1839-1842) come aiutante di campo del maggior generale Lord Saltoun partecipando alla battaglia di Chinkiang. Per la sua partecipazione alla firma del trattato di Nanchino fu menzione nei dispacci.  Lasciò l'incarico di aiutante di campo di Lord Saltoun nel gennaio 1844.
Nel corso del 1845 fu promosso maggiore, e il 13 settembre di quell'anno si sposò con la signorina Frances Elizabeth Hardinge,  sorella di Sir Henry Hardinge, I visconte Hardinge. Nel novembre 1846 divenne tenente colonnello del 13th Light Infantry, ma nel giro di un mese si trasferì con lo steso grado nei Coldstream Guards.  Passò nel 20º Reggimento fanteria nel 1849, e nel 27º Reggimento fanteria nel 1852. Tra il 1853 e il 1854 prestò servizio come aiutante di campo del Comandante in capo dell'esercito Henry Hardinge, I visconte Hardinge, ritornando in azione nel corso della guerra di Crimea.
Nel 1853, dopo lo scoppio delle ostilità con l'Impero russo, servì come Assistente Quartiermastro-Generale della 1ª Divisione, partecipando alla vicenda di Bulganac, e poi fu presente alle battaglie dell'Alma, di Balaklava, Inkerman (5 novembre 1854), Cernaia e all'assedio di Sebastopoli. Menzionato nuovamente nei dispacci ufficiali, fu insignito della Medaglia di Crimea con quattro barrette, del titolo di Cavaliere della Legione d'onore, Cavaliere di terza classe dell'Ordine di Mejīdiyye, e creato Compagno dell'Ordine del Bagno (CB).
Ottenne il brevetto di colonnello nel giugno 1854, e la promozione provvisoria a maggior generale nel marzo 1855.  Due mesi dopo divenne vicecomandante di una divisione dell'esercito ottomano, ringraziato per questo personalmente dal sultano Abdülmecid I, che lo promosse al rango di tenente generale. Nel mese di ottobre del 1855 assunse il comando dei 10.000 soldati di stanza nella penisola di Kerč', sul Mare d'Azov, mantenendo poi le posizioni conquistate durante tutto l'inverno. Per questo fatto divenne Ufficiale della Legion d'onore e Cavaliere di seconda classe dell'Ordine di Mejīdiyye.
Tra il 1856 e il 1860 fu comandante di brigata in Irlanda, e tra il marzo 1860 e il febbraio 1865 ricoprì una serie di comandi in India, distinguendosi durante la campagna di Ambela del 1863. Promosso maggiore generale il 10 maggio 1862, dopo il suo ritorno dall'India tra l'ottobre 1865 e il luglio 1870 ricoprì l'incarico di comandante della brigata della Contea di Dublino, in Irlanda. Nel 1868 acquistò il brevetto di comandante del 36º Reggimento fanteria succedendo a Henry Dudas III visconte Melville, il 2 luglio 1869 divenne Cavaliere Commendatore dell'Ordine del Bagno,  e il 22 ottobre 1870 fu promosso tenente generale.
Nel 1873 fu nominato comandante delle forze militari presenti nella Colonia del Capo di Buona Speranza, in quanto considerato un ufficiale anziano con capacità ed esperienza per condurre operazioni militari indipendenti. All'epoca il governatore delle Colonia era Sir Henry Barkly, e dal 1872 il governo britannico stava investendo massicce risorse finanziarie per lo sfruttamento delle miniere di diamanti di Kimberley e del Vaal, che al 1885 raggiunsero la cifra di 20 milioni di sterline. Nel 1874 eseguì un giro d'ispezione presso tutte le guarnigioni della Colonia, e nel 1875 domò una rivolta nell'ovest del Griqualand. Nel febbraio 1876 divenne colonnello comandante del 60º Reggimento fucilieri. Nel marzo 1877 Sir Henry Barskly lasciò la carica di Alto Commissario del Sud Africa a Sir Henry Bartle Frere, e nel mese successivo sovraintese all'annessione alla Colonia del Capo del Transvaal, allora in preda a una gravissima crisi economica, venendo promosso generale il 1 ottobre dello stesso anno. Si distinse nella fasi iniziali della Nona guerra di frontiera contro gli Xhosa, culminata con le vittorie di Nyamaga (13 gennaio) e di Centane, (7 febbraio 1878), ma entrato in urto con le autorità civili della colonia, in particolare con il Primo ministro della Colonia John Molteno, che accusava di non fornire a lui i mezzi necessari per conseguire una rapida vittoria militare, il 3 marzo successivo fu sostituito nell'incarico da Lord Chelmsford, e insignito del titolo di Cavaliere di Gran Croce dell'Ordine del Bagno  ritornò in Gran Bretagna. Ritiratosi dal servizio attivo nel 1881, morì il 10 marzo 1884.

## Pubblicazioni
- The Oppium War Being Recollection of Service Cina, G.G. Ziegler & Co., Philadelphia, 1845.
- A Glimpse at the Great Western Republic, Richard Bentley Publishers, London, 1851.
- Travels in the eastern Caucasus, on the Caspian and Black seas, especially in Daghestan, and on the frontiers of Persia and Turkey, during the summer of 1871, John Murray, London, 1872.
- My Command in South Africa 1874-1878, Macmillan, London, 1880.

### Annotazioni
1. ↑  La coppia ebbe due figli Sir Henry Hardinge Samuel Cunynghame, KCB (8 luglio 1848 – 3 maggio 1935), e Arthur Hardinge David Cunynghame (17 novembre 1853 – 14 novembre 1917).[
2. ↑  Tale vittoria fu ottenuta sul campo dal leggendario comandante della milizia locale Fengu, Veldman Bikitsha.
3. ↑  Tale vittoria fu ottenuta sul campo dalle truppe imperiali del colonnello Richard Thomas Glyn, coadiuvate della milizia Fengu e dalla Frontier Light House.

### Fonti
1. 1 2 3 4 5 6 7 8 9  Stapleton, Laband 2016, p. 219.
2. 1 2 3 4 5  Oxford University.
3. 1 2 3 4 5 6  Cannon 1853, pp. 57-59.
4. ↑  (EN) The London Gazette (PDF), n. 23503, 2 June 1869.
5. 1 2 3 4 5 6  Stapleton, Laband 2016, p. 220.
6. ↑  Crealock 1988, p. 22.
7. ↑  Crealock 1988, p. 10.
8. ↑  Sutton 1998, p. 23.
9. ↑  (EN) The London Gazette (PDF), n. 24593, 14 June 1878.